# آکوشنت
آکوشنت (انگلیسی: Acushnet) شرکت تجهیزات ورزشی آمریکایی است، که در سال ۱۹۱۰ تأسیس شد.